# 刀劍笑
《刀劍笑》是一部1994年上映的香港武侠片，改编自刘定坚创作的同名漫画。黄泰来执导，刘德华、林青霞和徐錦江主演。在天津和涿州影视基地取景拍摄。

## 剧情
自量堂堂主狄损已举办多年“十大高手排名榜”比武大会，名剑自七年前将西域邪派“名花流”教主燕敦煌打败并囚禁于半天涯后，已经连续六年蝉联排名榜第一。然而最近八尺门门主笑三少和横刀在武林中迅速崛起，不过由于横刀已被皇帝封为神刀营统领，所以本届比武主要在名剑和笑三少之间一决高下。笑三少现身自量堂，前来的皇宫侍卫声称笑三少昨晚闯入皇宫偷走了神木玉鼎和阿楠宝剑并奸杀皇妃，所以要抓拿笑三少。三少离去想要调查真相并称七日后会给大家一个说法。
三少来到狄损的藏剑山庄，先见到了居于藏剑山庄喜欢三少的燕敦煌次女蝶舞，然后去找他的旧情人、狄损之妻——紅葉夫人，原来红叶受人所逼诬陷笑三少夜入皇宫偷走宝物奸杀皇妃，三少见红叶中了“走脉神针”之毒决定为其疗伤，却受到自称燕敦煌所派之人的追杀，三少于是将红叶交予狄损照料。次日，横刀带领大批侍卫来到藏剑山庄逼问狄损交待笑三少的下落，狄损不知三少行踪。其实三少与蝶舞此时正藏身在山庄里观察着横刀的一举一动。横刀将红叶留下的一封信交给狄损，原来红叶决心跟随旧爱笑三少而去已离开山庄。
蝶舞先行离开山庄并一路故意留下脚印误导追捕三少的官兵，以帮三少脱困。横刀发现藏身的三少而与之交手，二人未能分出胜负，三少脱身前去解救被官兵追杀的蝶舞。皇族侯爷赫連春樹受皇命缉拿笑三少，对三少惺惺相惜的横刀则辅佐之。为了继续查找真相，三少与蝶舞骑马去半天涯找名花流，并见到赶来的名剑，他们发现燕敦煌未死且与看押他的典狱长相互勾结，偷得皇宫的阿楠宝剑并陷害笑三少。三少与名剑联手对付燕敦煌，却被他逃走。侯爷带领人马在半天涯要抓笑三少，名剑帮三少说话称皇宫罪案是燕敦煌所干，且三少已被燕敦煌所伤需要治疗，但侯爷执意不愿放走三少。燕敦煌突然秘密放火想烧死众人，众人只得一起灭火。侯爷与笑三少交手不敌三少，只得宣称要15日后会去名剑山庄抓拿三少。
横刀得到消息红叶在山中小楼疗伤，于是前去并发现红叶中了异域花毒，此花目前只有名剑山庄才有种植，于是他怀疑山庄内有人要害笑三少，红叶担心三少的安危就到名剑山庄找三少。名剑之母怪罪名剑结交的朋友笑三少不辞而别，担心这会牵连到名剑山庄的安危。三少现身返还山庄，并将侯爷所偷的山庄的名家剑谱归还与山庄。蝶舞与笑三少结婚，惹得蝶舞姐姐彩衣的羡慕，原来嫁给名剑大哥名战的彩衣一直暗恋着名剑。婚礼进行中红叶赶至提醒三少小心，发现燕敦煌假扮成新娘欲害三少，冲突中红叶被燕敦煌打伤让燕溜走。彩衣询问其父燕敦煌关于妹妹蝶舞的下落，燕敦煌则怪罪彩衣为何一直迟迟不对名剑下手，并以彩衣所生的宁儿的性命为要挟。彩衣与燕敦煌交手燕敦煌终死于女儿彩衣手中，彩衣发现被藏起来的蝶舞，而蝶舞因听到了姐姐彩衣和父亲燕敦煌的对话，知道了彩衣是陷害笑三少的真凶，于是蝶舞被彩衣隐藏囚禁起来。被燕敦煌打伤的红叶临死前交给三少一个玉佩。
15日期限到，太子和侯爷带领大批官兵来到名剑山庄要抓笑三少，横刀声称要亲手抓三少于是双方展开较量。横刀假死引得彩衣想夺得笑三少交给横刀的那块玉佩，于是彩衣被发现是嫁祸三少的真凶，而太子的到来以及三少与横刀的比武都是三少所布下的局，目的就是要引出藏于山庄内的真凶。之后他们在彩衣的房间内发现了被盗的神木玉鼎和燕敦煌尸体。名剑不愿相信这一切是彩衣干的，彩衣则以妹妹蝶舞的下落为要挟要求笑三少明日与名剑一决高下，并将写有蝶舞下落文字的人脸交予太子保管，之后她自杀死在了名剑手中，死前告诉名剑她这么做就是为了让名剑战胜负伤的笑三少守住天下第一之名。
次日，名剑与笑三少展开正式比拼，作为比武公证人的太子与横刀在远处观战并称胜者可得到装有蝶舞下落的人皮盒子。为求公平，名剑故意被横刀打伤再与负伤的三少决斗。经过多番交手后谁都无法战胜对手，笑三少发现了被隐藏在擂台木架中的蝶舞。最终名剑称三少可称天下第一，三少与蝶舞携手而去。

## 角色
| 演員   | 角色     | 介紹 | 粵語配音 |
| 刘德华 | 笑三少   | 与横刀，名剑合称江湖三大高手，有情有義，创立诡丽八尺门，原是红叶夫人的爱人。但却在与名剑比武前夕被帮内叛徒诬告其夜入皇宫奸杀皇妃，引来横刀和四大名捕追捕。笑三少只得再闯藏剑山庄，终于发现事实真相。 | 陳欣     |
| 林青霞 | 名剑     | 与横刀，笑三少合称江湖三大高手，名剑山庄的主人，心地善良，背负着家族的命运，和笑三少惺惺相惜。多年前打败异族名花流之主燕敦煌，燕敦煌的长女彩衣因此被迫下嫁给了有残疾的名剑兄。                       | 羅君左   |
| 徐錦江 | 横刀     | 与名剑，笑三少合称江湖三大高手，心胸狹隘，但已退出江湖，被皇帝封为神刀营的统领。在笑三少被指夜入皇宫奸杀皇妃后，奉命带领四大护卫捉拿笑三少。不过他很同情被叛徒出卖的笑三少。                         | 陳永信   |
| 董瑋瑋 | 蝶舞     | 名花流燕敦煌的次女，跟随姐姐彩衣来到中原藏剑山庄。因其家族败于名剑家，举家迁上险恶的孤山，所以经常化装成名剑，在江湖中败坏名剑的声誉。喜欢笑三少。                                                   |          |
| 曹穎   | 紅葉夫人 | 藏剑山庄庄主狄损的夫人，过去和笑三少有过一段情，是诬陷笑三少夜入皇宫奸杀皇妃的人，其实是被人逼迫。后在笑三少和蝶舞的婚礼上突然出现，揭露了燕敦煌的阴谋。                                             |          |
| 于莉   | 彩衣     | 异族族主燕敦煌的长女，名戰之妻，因家族败于名剑家而被迫下嫁有残疾的名剑之兄名战。表面上溫柔體貼，心純善良，實際陰狠毒辣，是诬陷笑三少的主谋之一。喜欢名剑，在事情阴谋败露后甘愿死在名剑剑下。         |          |
| 靳德茂 | 赫連春樹 | 宮中貴族，皇上的族弟，侯爺，城府極深，冷酷無情，但他毫無立場，並憎恨笑三少，厭惡江湖的八尺門及各位的組織幫派，認為笑三少是夜入闖皇宫奸杀皇妃后的犯人，一心想除掉笑三少，與笑三少勢不兩立。           |          |
| 趙箭   | 燕敦煌   | 異族名花流教主，彩衣和蝶舞的父親，是刀劍笑中的第一反派人物，陰險狡詐，詭計多端，是武林中最大的黑勢力，七年前被名剑打败并假死，后来秘密想联手彩衣杀掉名剑，最后死于彩衣手中。                         |          |

## 外部連結
- 開眼電影網上《刀劍笑》的資料（繁體中文）
- 香港影庫上《刀劍笑》的資料（繁體中文）
- 时光网上《刀劍笑》的資料（简体中文）
- 豆瓣电影上《刀劍笑》的資料 （简体中文）
- 爛番茄上《刀劍笑》的資料（英文）
- AllMovie上《刀劍笑》的资料（英文）
- 互联网电影数据库（IMDb）上《刀劍笑》的资料（英文）